# Carel Groenevelt
Carel Maria A. Groenevelt (Amsterdam, 22 mei 1899 - Rotterdam, 12 mei 1973) was een Nederlandse collectioneur-in-opdracht die niet-westerse kunstvoorwerpen verzamelde voor particulieren en musea.

## Een beginnende verzamelaar
De belangstelling van Carel Groenevelt voor uitheemse voorwerpen werd al vroeg gewekt door de exotische schelpen die zijn ooms uit Nederlands-Indië voor hem meebrachten. In zijn latere schooljaren schuimde hij de rommelmarkten in Amsterdam en Haarlem af op zoek naar Indische voorwerpen. Na zijn militaire dienst kwam hij terecht in de exporthandel naar de Nederlandse overzeese gebiedsdelen. Zijn verzameling etnografica groeide en bleek van een dusdanige kwaliteit dat een Leidse hoogleraar, die de verzameling onder ogen kreeg, Groenevelt aanspoorde te gaan studeren, maar daar voelde deze man van de praktijk, zoals hij zichzelf noemde, weinig voor.

## Verzamelaar in Nederlands-Indië
In het begin van de jaren dertig kwam Groenevelt in Amsterdam in contact met Georg Tillmann, een joodse bankier uit Hamburg die Duitsland had verlaten voor de snelle opkomst van het nazidom. Tillmann was een fervent kunstverzamelaar en raakte in zijn Amsterdamse jaren geïnteresseerd in de Indonesische kunst, mogelijk mede onder invloed van Groenevelt. In 1933 krijgt Groenevelt dan ook van Tillmann de opdracht 'in 
het veld' voor hem te gaan verzamelen en hij vertrekt naar Nederlands-Indië met aanvankelijk een all-in budget van fl. 10.000,- per maand dat later teruggebracht zou worden tot fl.3000, - per maand. Hij zou vele jaren in Nederlands-Indië blijven en duizenden objecten verwerven voor Tillmann, vooral vele kostbare weefsels waar de bankier een voorkeur voor bleek te hebben. Groenevelt werd directeur van een kunsthandel in Jogjakarta, Java. Ook organiseerde hij daar in 1937 een tentoonstelling in museum Sono Boedojo van objecten die hij op het eiland Bali had kunnen verwerven. Tijdens de Japanse bezetting belandde Groenevelt in een Japans interneringskamp; zijn vrouw kon de handel nog drie jaar voortzetten omdat ze ' gold als een Indonesische '. Pas in 1950 repatrieerde het echtpaar Groevevelt. Georg Tillmann, die door de dreigende oorlog met Duitsland in 1939 Amsterdam had verwisseld voor Amerika was al in 1941 overleden.
Zijn collectie had hij voor zijn vertrek als langdurige bruikleen ondergebracht bij het Tropenmuseum in Amsterdam. Later heeft zijn zoon de collectie aan dit museum geschonken.

## Verzamelaar in Nieuw-Guinea
In 1950 leerde Groenevelt de directeur van het Tropenmuseum kennen toen hij daar de door hem verzamelde stukken van de Tillmann-collectie ging bekijken. Bij die gelegenheid bood hij zich aan om voor het museum etnografica te gaan verzamelen in Nieuw-Guinea. Het aanbod werd geaccepteerd en medio 1951 vertrekken Groenevelt en zijn vrouw naar Hollandia, de hoofdstad van Nederlands Nieuw-Guinea. Vanuit daar reist hij in de daarop volgende jaren vele malen langs de noord- en zuidkust, legt contacten met het Binnenlands Bestuur en maakt zich noodzakelijkerwijze afhankelijk van de hulp en medewerking van instanties en particulieren die over boten en vliegtuigen beschikken, zoals de Nederlandse Nieuw Guinee Petroleum Maatschappij, het gouvernement, de marine, de politie en de missie. Hij betreedt daardoor gebieden met bevolkingsgroepen die zelden of nooit een blanke hebben ontmoet. Hij verzamelt vele zeldzame en soms unieke stukken voor het Tropenmuseum, maar het thuisfront in Amsterdam kampt met ernstige geldproblemen en heeft moeite Groenevelt tijdig te betalen voor de collecties die hij opstuurt. Een samenwerkingsverband in 1953 met het Museum voor Land- en Volkenkunde in Rotterdam (nu: Wereldmuseum Rotterdam) moet oplossing bieden en vanaf dat jaar verzamelt Groenevelt voor beide musea. De financiële problemen blijven echter, hoewel het museum in Rotterdam wat gemakkelijker over de middelen kan beschikken om Groenevelt in Nieuw-Guinea te houden. In 1956 keert het echtpaar terug naar Nederland.
In 1957 echter vertrekt Groenevelt weer naar Nieuw-Guinea met veiliger afspraken wat betreft de financiën. Maar ook nu weer is het voor het Tropenmuseum moeilijk om de gelden bij elkaar te krijgen en in 1958 besluit het Dagelijks Bestuur dat het museum niet langer mee kan doen aan de verzamelexpeditie. Vanaf dat moment verzamelt Groenevelt alleen nog voor Rotterdam en ditmaal ook in het Australische oostelijke deel van het eiland, nu Papoea-Nieuw-Guinea, en de Salomonseilanden. Financiën blijven echter altijd het hete hangijzer, hoewel Rotterdam enige sponsors vindt. In 1962 komt Groenevelt terug. 
Tot 1966, het jaar van zijn pensioen waarbij hij de erepenning ontving van de stad Rotterdam, werkte hij als gastconservator in het Rotterdamse museum waar hij de door hem verzamelde objecten documenteerde, maar het wetenschappelijk documenteren bleek niet zijn grootste talent. Hij ontpopte zich in die jaren als een wat nukkige, klagende man met wie het moeilijk omgaan was. Immers: zijn beste jaren als gedreven verzamelaar in verre oorden lagen definitief achter hem. Carel Groenevelt overleed in 1973 op 73-jarige leeftijd.

## Collecties
Groenevelt heeft de Nederlandse Nieuw-Guinea collecties verrijkt met duizenden voorwerpen, waaronder vele  topstukken die later niet meer verzameld zouden kunnen worden, daar de inheemse culturen in zeer snel tempo veranderden. Evenals de Tillmann-collectie, nu in het Tropenmuseum, is de collectie uit Nieuw-Guinea van een wereldallure. Groenevelt heeft in dit opzicht de verzamelingen van het Tropenmuseum en het Wereldmuseum blijvend op de internationale kaart gezet.